# I. Geórgiosz trapezunti császár
I. Geórgiosz (görögül: Γεώργιος Α' Μέγας), (1255 – 1284 után) Nagy Komnénosz, trapezunti császár 1266-tól 1280-ig haláláig..

## Élete
I. Mánuel császár második fia, aki féltestvérét, II. Andronikoszt követte a trónon. Édesanyja, Iréné Szürikánia császárné egy trapezunti nemes család sarja volt. Uralkodása alatt kezdődtek meg a később Trapezuntra jellemző belső viták, ellenségeskedések. Tizennégy évnyi békés, virágzó országlás után hűtlen nemesei elárulták egy törökök ellen vezetett hadjárata alkalmával, ő pedig fogságba esett Taurészion hegyénél (talán a Torosz-hegységben). Ekkor öccse, János megkoronáztatta magát és elfoglalta a trónt. A kortársak által kóbor lovagnak bélyegzett György kiszabadulva még megpróbálta visszaszerezni jussát az 1280-as években, ám ismét fogságba esett. További sorsa ismeretlen.